# Karlslunds kulturreservat
Karlslunds kulturreservat är ett kulturreservat i Örebro.
På området finns idag restaurang- och konferensrörelse, sommarcafé, museer, utställningar, butiker, verksamma konstnärer och hantverkare. Här finns även Örebro fältrittklubb med en av Sveriges största ridskoleverksamheter.
Området kring herrgården och längs ån blev ett 160,7 hektar stort kulturreservat år 2010.

## Byggnader

### Herrgården
Karlslunds herrgård, som ligger på krönet av Karlslundsåsen invid Svartån, uppfördes 1801 av Christian Günther. Ritningarna gjordes av arkitekt Johan Gustaf Forsgren. Stilen är sengustaviansk. En senare ägare, Carl Henrik Anckarsvärd, lät arkitekten Carl Christoffer Gjörwell d.y. ändra exteriören till stilren empire. Byggnaden i sten är i två våningar med en suterrängvåning åt parksidan. De sista privata ägarna, Marianne och Theodor Wright Dieden, bodde i herrgården fram till 1971. Ägarlängden finns närmare beskriven i nedanstående källa .

### Flyglarna
Huvudbyggnaden flankeras av två flyglar i vardera en våning. De uppfördes på 1700-talet. I den södra fanns kontor och bostadsrum, och i den norra bland annat inspektorsbostad.

### Gasverket
Omedelbart söder om herrgårdsbyggnaden ligger gasverket från 1820. Det var landets första privatägda gasverk. Senare användes byggnaden som garage.

### Anckarsvärds magasin
Anckarsvärds magasin, som var ett spannmålsmagasin, ligger vid dagens parkering. Där fanns tidigare en kornskruv för torkning av tröskad säd. Idag innehåller magasinet en utställning om lantbruket på gården.

### Kraftstationen

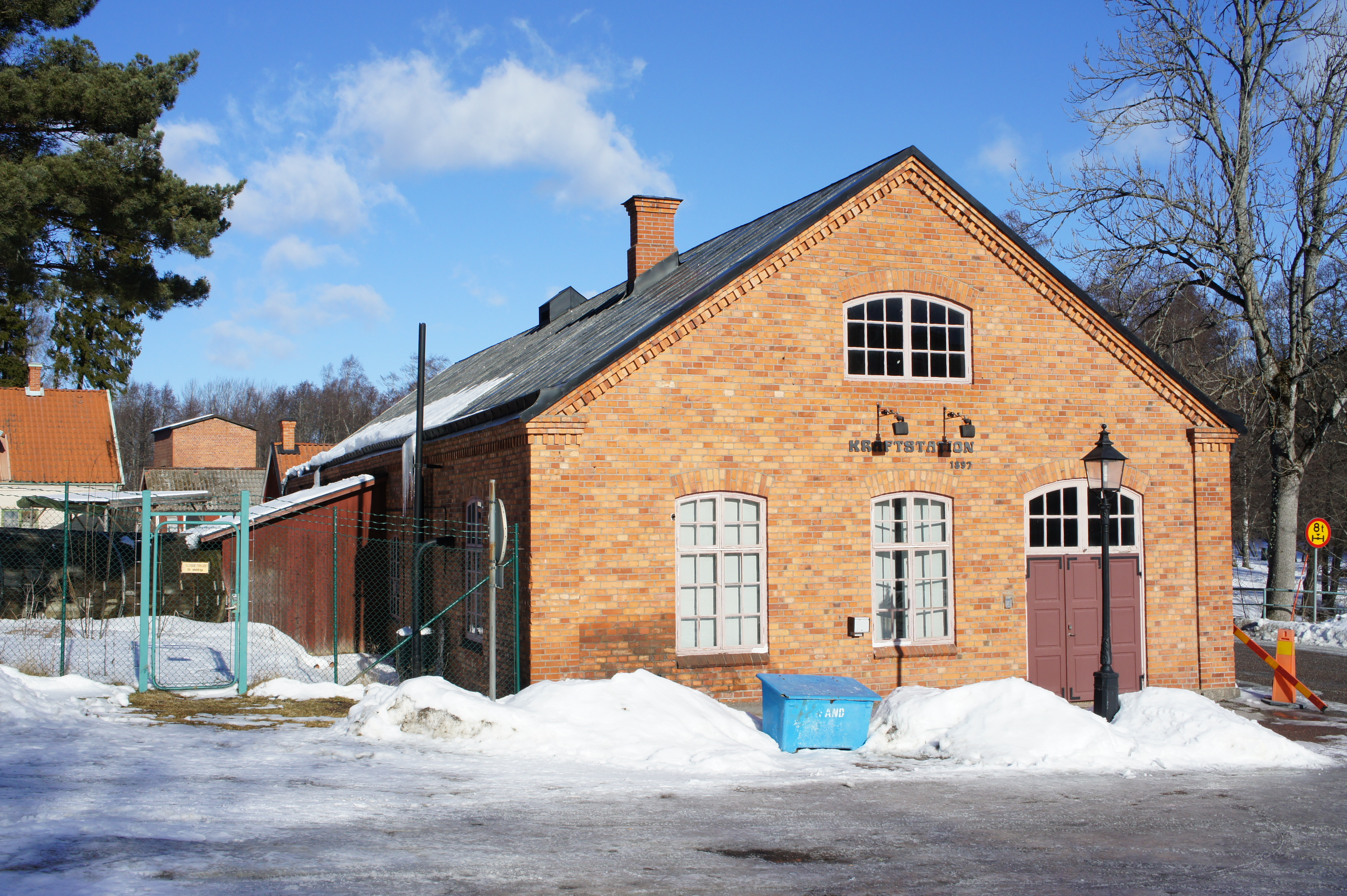
Karlslunds kraftstation

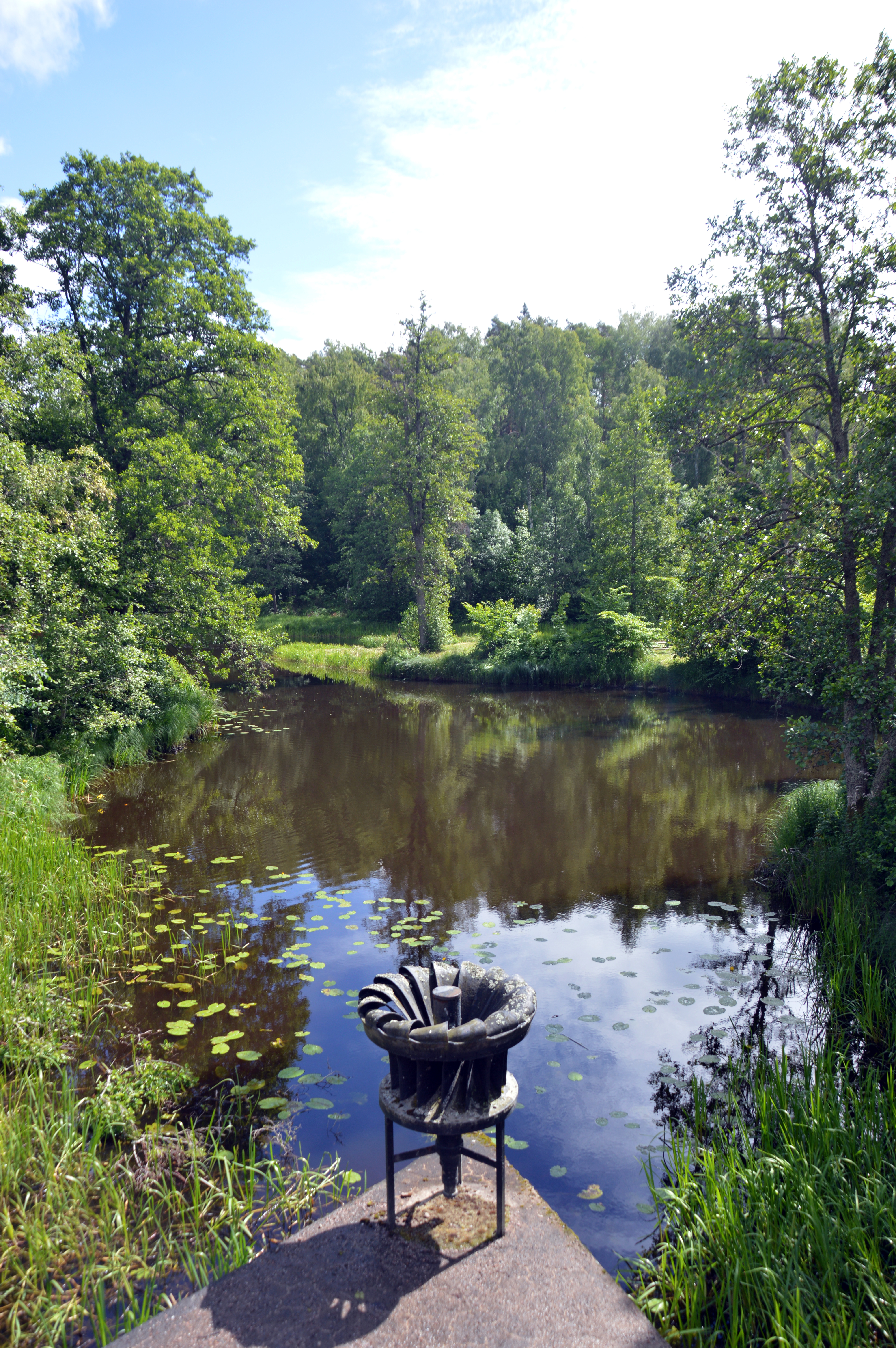
Utsikt över Svartån från kraftstationen.

Karlslunds kraftstation är en av de äldsta kraftstationerna i landet. Den byggdes 1897 och var fortfarande i drift fram till omkring år 2000. År 1932 hade stationen tre generatorer om tillsammans 800 hästkrafter (eller ungefär 580 kW). Dessutom finns reservkraft i form av en dieselmotor på 200 hästkrafter. Denna har emellertid fryst sönder. Idag driver Eon ett minikraftverk intill den gamla kraftstationen. Det nya kraftverket (byggt 1980) hade 2009 en effekt på 630 kW, motsvarande en årsproduktion på 2800 MWh.

### Karlsnäs
Karlsnäs var bostäder för statare. De två husen byggdes 1837 och 1838, och ligger på motsatta sidan av ån jämfört med herrgården. Totalt bodde här åtta familjer, som disponerade vardera ett rum och kök.

### Långkatekesen

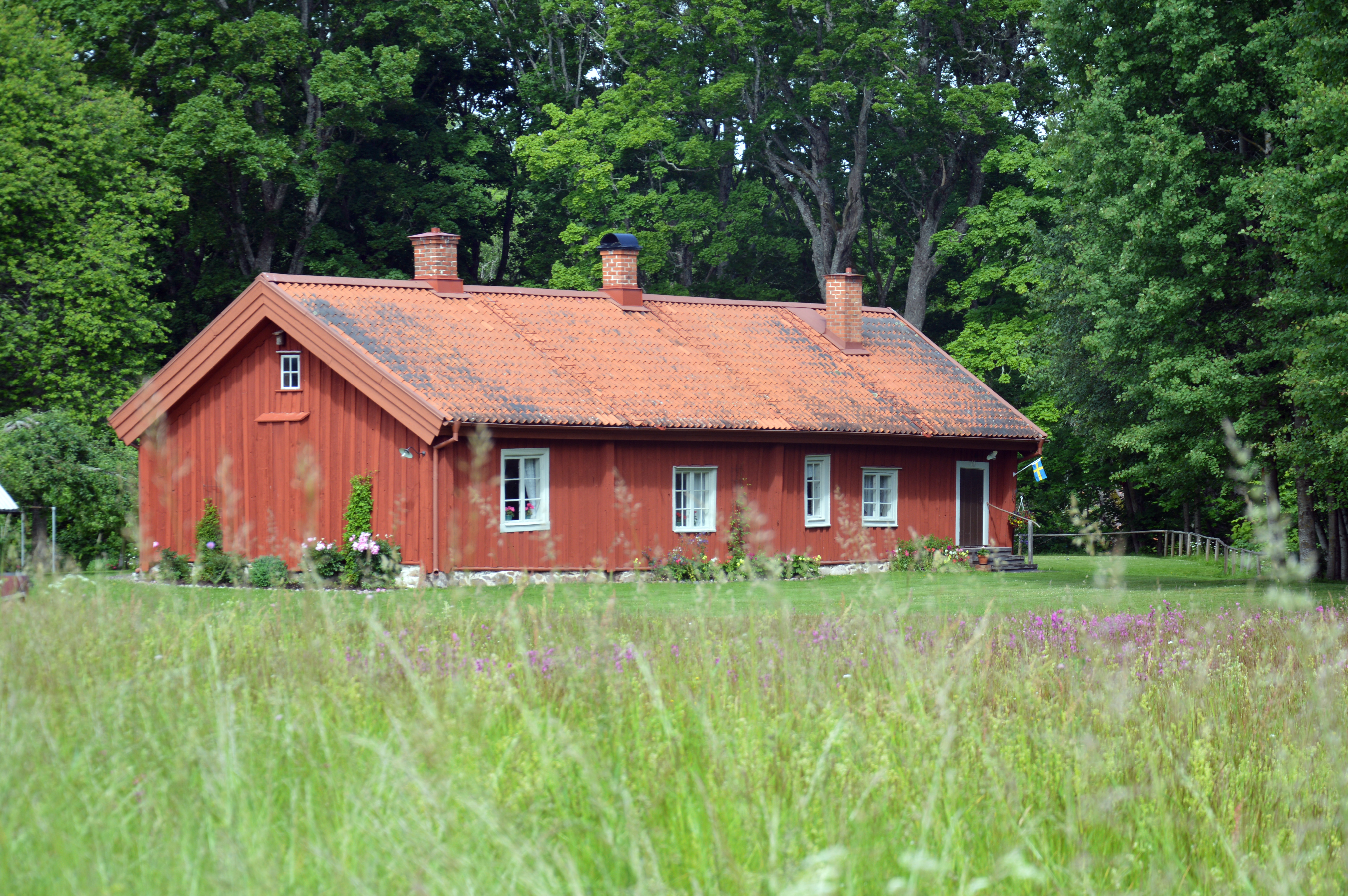
Långkatekesen år 2022

"Långkatekesen" eller, som den ursprungligen kallades, "Kronobyggningen", byggdes redan 1763, och är Örebros äldsta hus på ursprunglig plats. Den härstammar från den tid när det fanns ett gevärsfaktori i Snavlunda.

### Kvarnarna

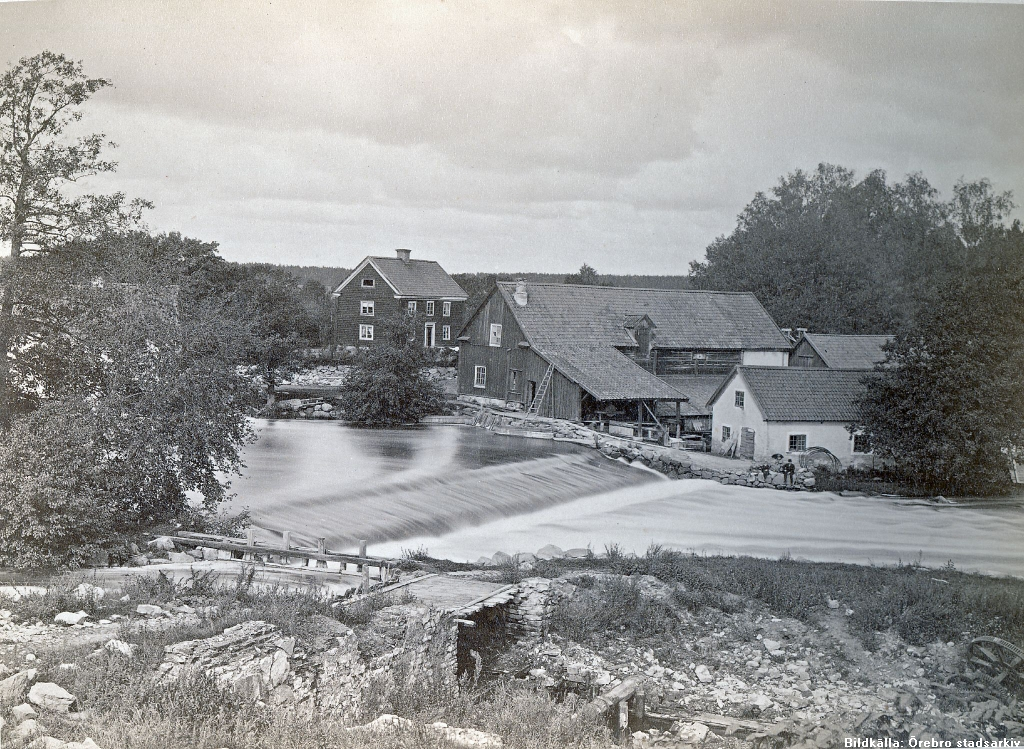
Karlslunds norra kvarn på 1880-talet sedd från Borrarebacken i Snavlunda. Mjölnarebostaden till vänster, kvarnbyggnaden med såg i mitten och benstamp med oljeslageri till höger.

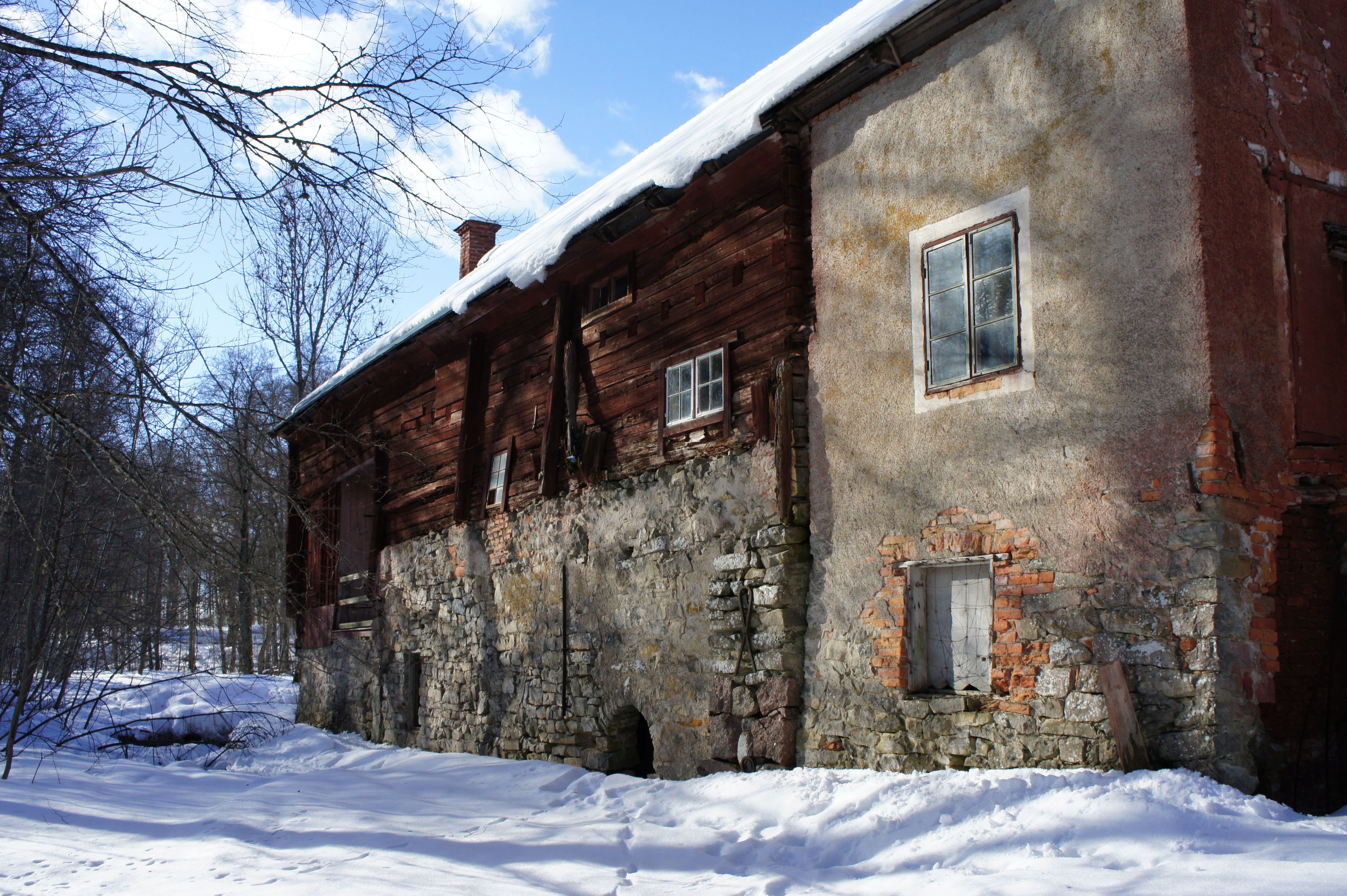
Norra kvarnen år 2011

Den första kända kvarnen i Karlslund anlades på 1400-talet. Den äldsta av de kvarnar som finns bevarade är den Norra kvarnen. Den härstammar från 1690-talet. På 1770-talet tillkom ett grynverk, men efter detta har byggnaden inte ändrats till det yttre. Kvarnhjulen stannade här när den nya kvarnen byggts, år 1882.
Den nya kvarnbyggnaden härstammar från 1882 (dock återuppbyggd efter brand 1889). Jonas Wenström installerade här en dynamo år 1886, och Karlslund blev den första gård i landet som fick elektrisk belysning. Kvarnen var i drift fram till år 1975.
Idag finns museet Tekniska kvarnen i kvarnbyggnaden. Museet drivs av Örebro kommun. Här finns en av Sveriges största modelljärnvägar, utställningen Electa om elektricitetens historia, kvarnhistoria, Teknoteket Insikten där barn kan lära sig om naturvetenskap på ett roligt sätt. Källaren byggs om för att rymma nya utställningar som beräknas öppna i slutet av oktober 2013. Barnkalas arrangeras. Museishop och café finns.
Kvar efter kvarnmästaren finns även en större kvarnmästarbostad i trä, byggd på 1800-talet. Idag fungerar den som privatbostad.

### Mejeriet
Husets första funktion var brygghus och mälteri. Det byggdes 1831-1834. Senare har det fungerat som mejeri, pumphus, bastu och tvättstuga. I huset finns idag ett statarmuseum, och även en hantverksutställning.

### Stallet
Stallet från 1876 ligger vid infarten från Karlslund. Det var en ståtlig byggnad för sin tid, och visar på Diedens intresse för hästar.

### Stora oxhuset
På 1820-talet initierade Carl Henric Anckarsvärd en intensiv byggnadsverksamhet, eftersom många av de befintliga byggnaderna var i dåligt skick. År 1822 påbörjades den stora oxladugård i sten, som stod färdig 1827. Den kallades ofta för Stora oxhuset. Förutom oxar rymde byggnaden även får. På senare år förvarades i denna ladugård nedmonterade hus som var tänkta att byggas upp i Wadköping. Oxhuset brann ner i oktober 1979, tillsammans med en närliggande ria och en loge.

## Naturområden

### Engelska parken
Ned mot ån sträcker sig en park i fyra terrasser. Nere vid ån finns en engelsk trädgård, möjligen anlagd redan på det tidiga 1800-talet, under Günthers tid. Där grävdes kanaler och anlades tre konstgjorda holmar, som med broar förenades med varandra.

### Trädgården
På den östra sidan om parken utbreder sig trädgården. Där fanns förr elektriska uppvärmda växthus med odlingar av druvor, gurkor, tomater och blommor. Växthusen är under återuppbyggnad. I trädgården har idag skolbarn här fått en egen del - Barnens trädgård.

### Parkpromenaden
I parken och i herrgårdens närmaste omgivning finns ett särskilt promenadstråk - Parkpromenaden, med 27 olika stationer utmärkta. Promenaden börjar vid Anckarsvärds magasin och slutar vid herrgården.

### "Fallen"
Vid Snavlunda ligger en damm. Den har utnyttjats bl.a. för en Snavlunda övre kvarn, men i samband med kraftverksbyggnationen, byggdes den ut. Den har alltid kallats "Fallen" av örebroarna, och ligger någon kilometer sydväst om herrgården. Dammen är 110 meter lång. Från dammen går en 600 m grävd kanal fram till kraftverket. Fallhöjden till kraftverket är 10,3 m.

## Mordbränder
Den 17 januari 2017 anlades två bränder vid herrgården.  Ett uthus intill det gamla mejeriet brann ner till grunden och brännbar vätska kastades in i bottenvåningen på huvudbyggnaden och orsakade rökskador.

## Bildgalleri

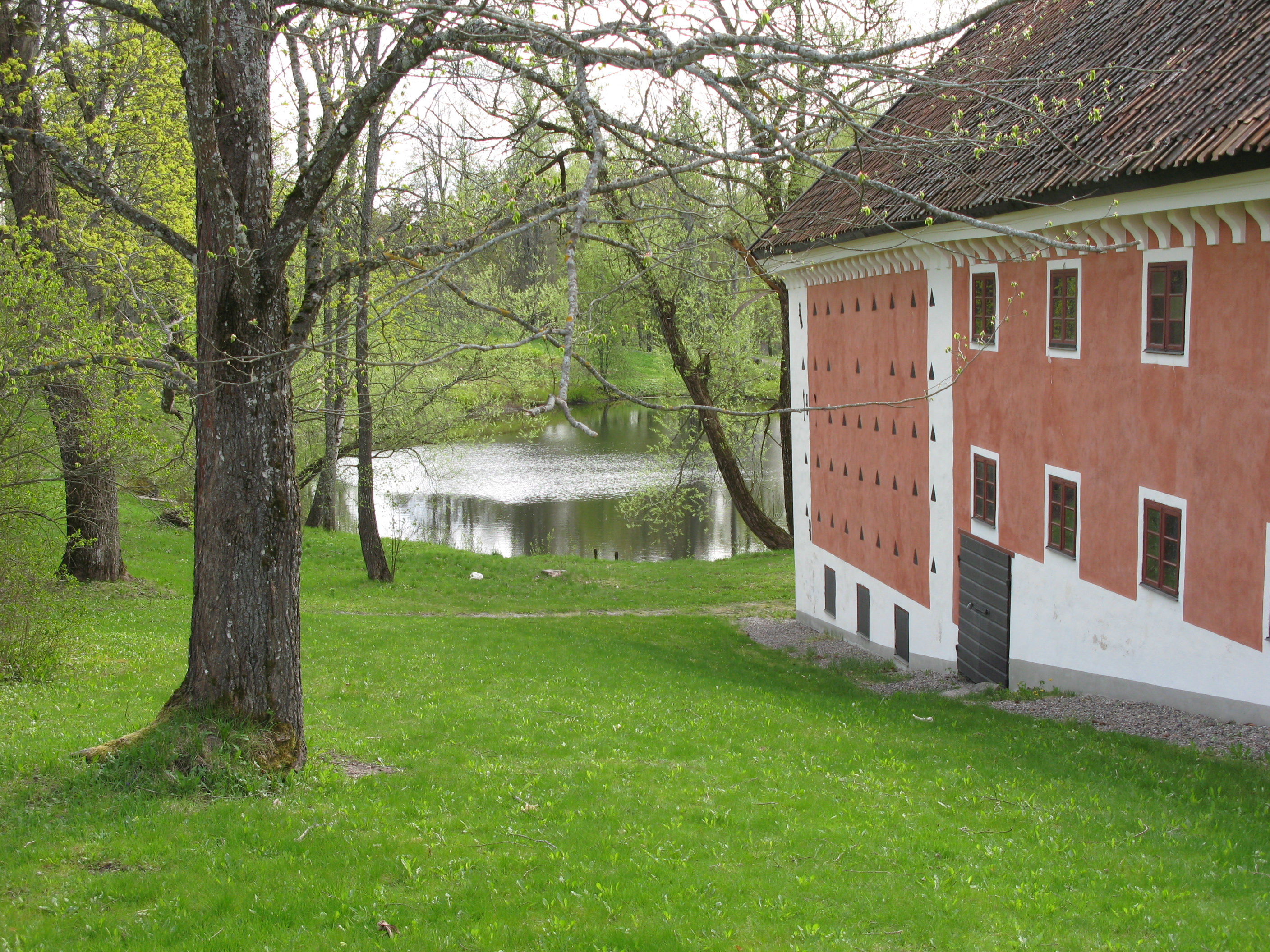
Anckarsvärds magasin
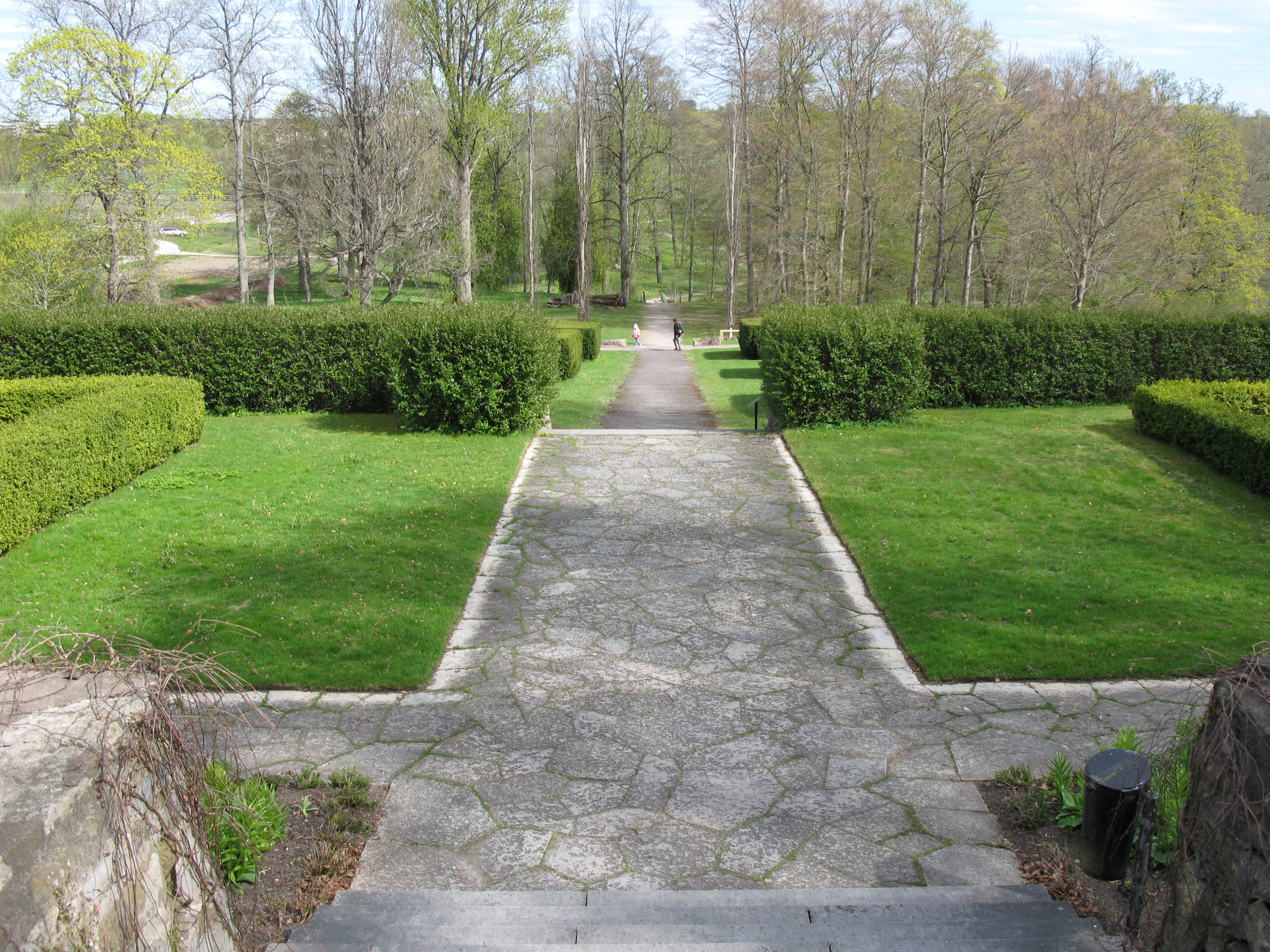
Terrasserna i parken
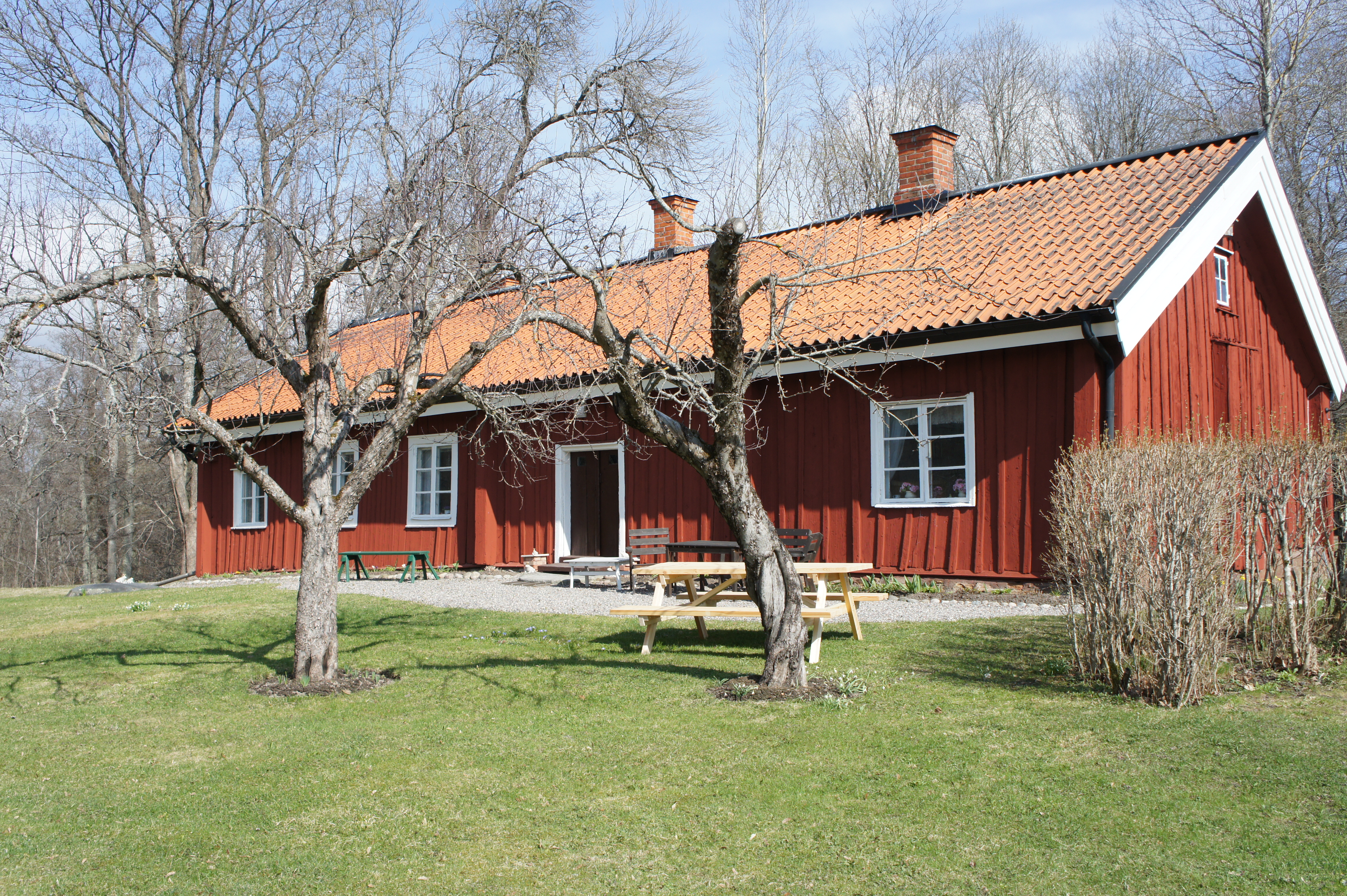
"Långkatekesen" vid Snavlunda
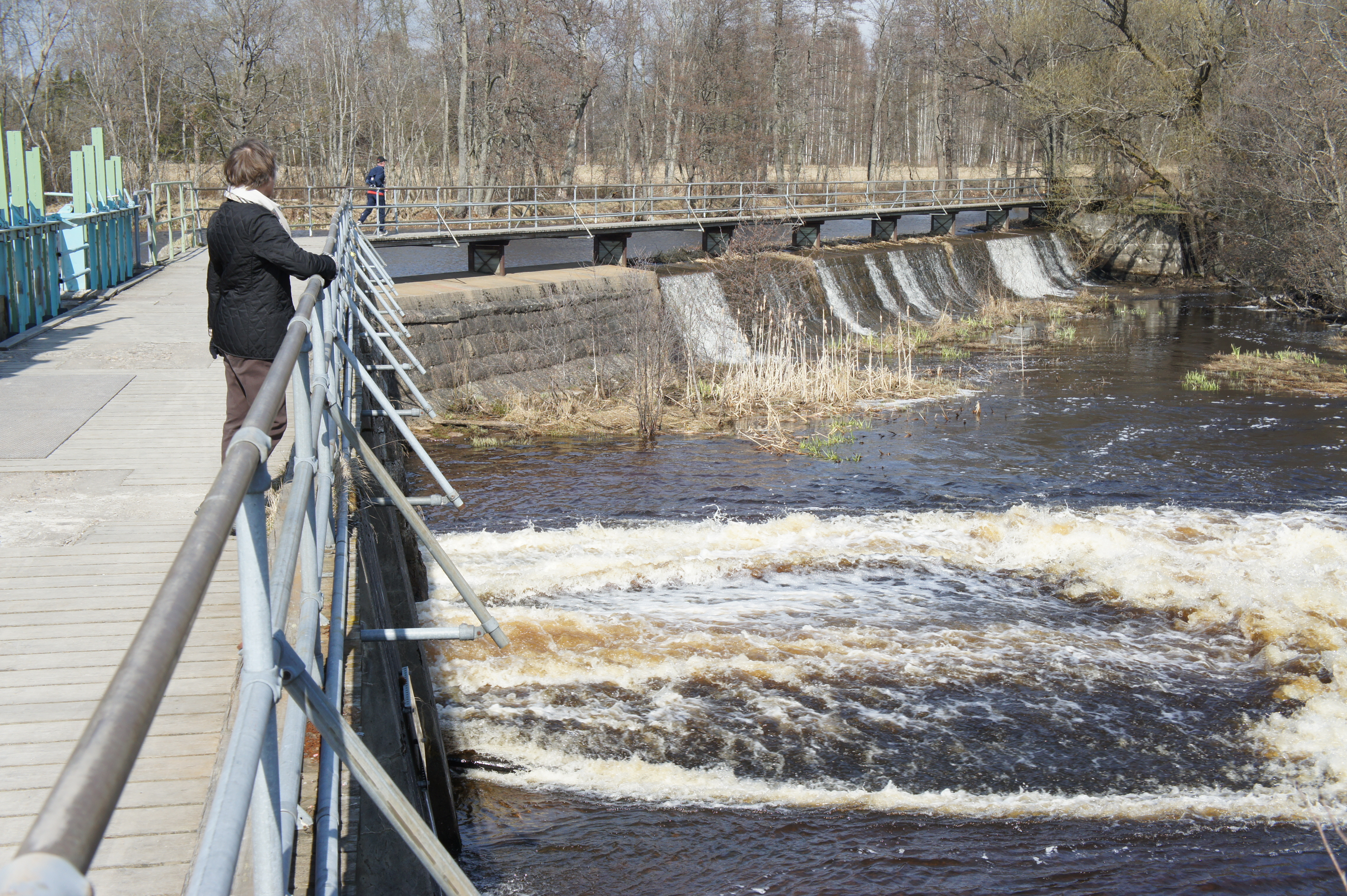
Fallen i Snavlunda
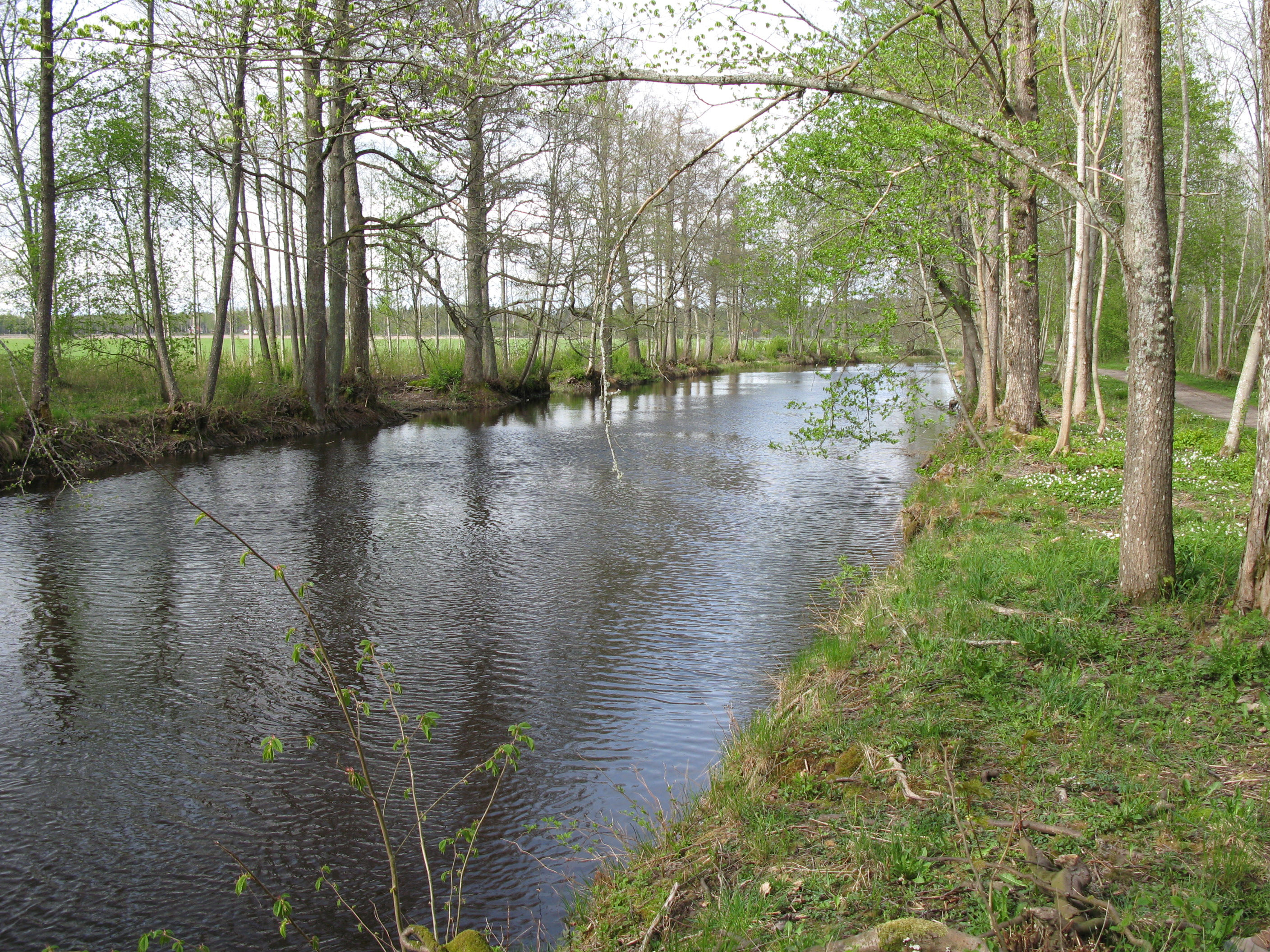
Kanalen till kraftstationen
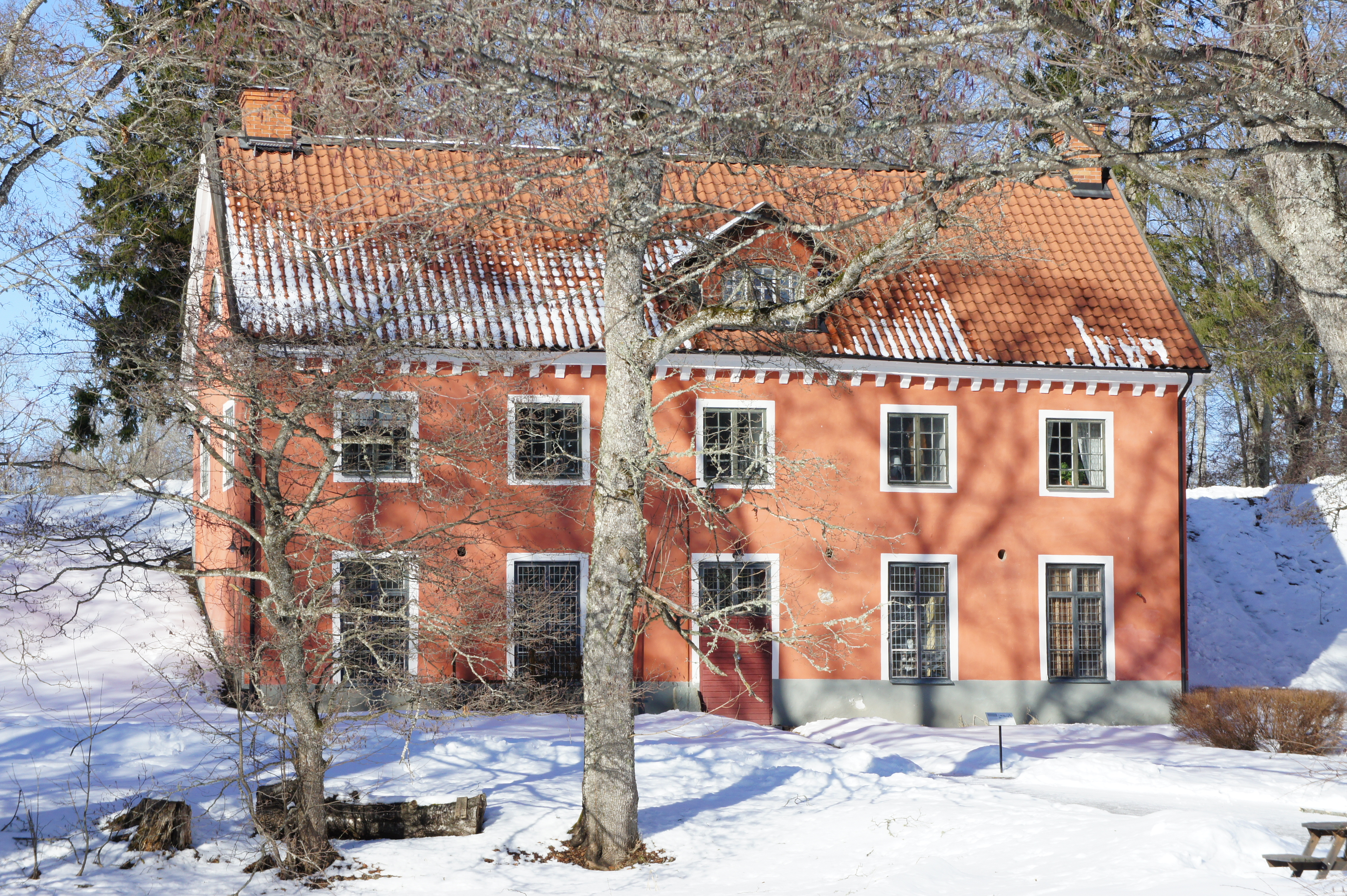
Mejeriet
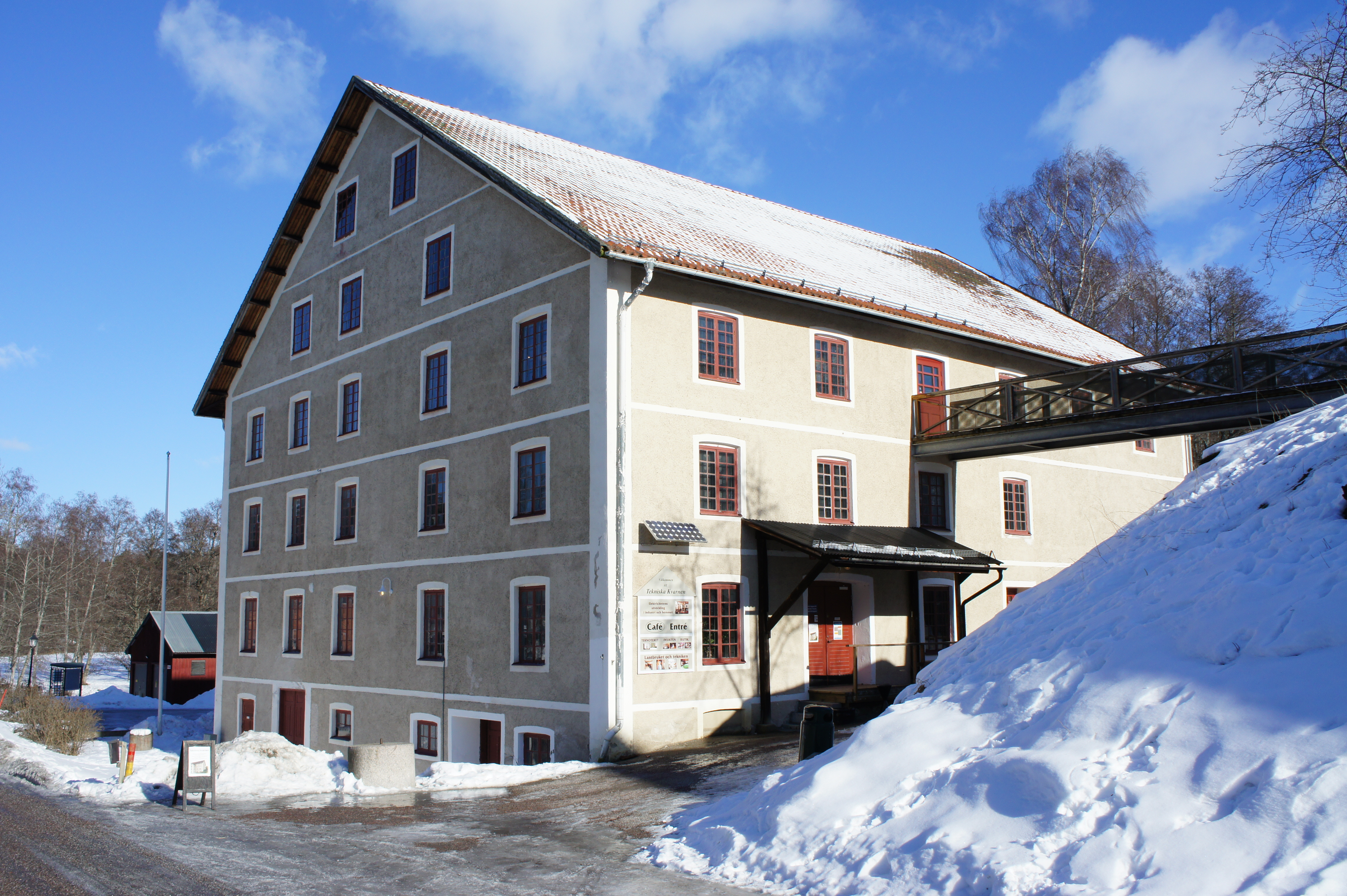
Nya kvarnen